# Lanceoppia sellnicki
Lanceoppia sellnicki är en kvalsterart som beskrevs av Hammer 1968. Lanceoppia sellnicki ingår i släktet Lanceoppia och familjen Oppiidae. Inga underarter finns listade i Catalogue of Life.